# X-33
X-33 ist die Bezeichnung eines verkleinerten unbemannten Prototyps für einen von Lockheed Martin projektierten Nachfolger des Space Shuttles, der die Bezeichnung „Venture Star“ trug. Es sollte eine vollständig wiederverwendbare Raumfähre entstehen, die senkrecht mit Hilfe von neuartigen Aerospike-Triebwerken starten, einstufig den Orbit erreichen und abschließend wie ein Flugzeug wieder landen sollte.

## Entwicklungsgeschichte

### Projektdefinition
Am 2. Juli 1996 wählte die NASA Lockheed Martin Skunk Works aus, um X-33, einen Prototyp und Erprobungsträger für neue Technologien, zu entwickeln und zu bauen. Daneben hatten auch Rockwell und McDonnell Douglas Angebote abgegeben. Die X-33 war Teil des Reusable-Launch-Vehicle-Programms (RLV, Programm zu Entwicklung eines wiederverwendbaren Raumfahrzeugs), dass auch die DC-X (Delta Clipper) und die X-34 umfasste und die Grundlagen für den Bau eines neuen, kostengünstig betreibbaren Raumschiffs schaffen sollte. Zukünftige Raumschiffe sollten "innerhalb weniger Tage, statt Monate" für den nächsten Flug vorbereitet werden könne und die Startkosten von damals 10.000 US-Dollar/Pfund auf ein Zehntel reduzieren.
X-33 sollte Testflüge in der Erdatmosphäre mit Geschwindigkeiten von bis zu Mach 15 und Höhen von über 70 Kilometern durchführen. Dabei sollten sie von zwei bei Rocketdyne entwickelten XRS-2200 Linear-Aerospike-Triebwerken angetrieben werden. Als Treibstoff dienten flüssiger Sauerstoff und flüssiger Wasserstoff (O2 (l) + H2 (l) oder englisch LOX/LH2). Beide sollten in internen Tanks aus Faserverbundwerkstoff in Wabenkern-Sandwichbauweise mitgeführt werden, was ebenfalls eine Neuentwicklung darstellte und bei Einstellung des Projekts zum ausschlaggebenden Punkt werden sollte.
Der Hitzeschutzschild sollte aus einem neuartigen metallischen Material bestehen, was ihn sicherer und günstiger als den keramischen Schild des Space Shuttles, der gewaltige Wartungskosten verursachte, machen sollte.

### Entwicklung des Prototyps
Anfang 1997 wurde über Windkanalversuche in einem 0,56-m-Helium-Windkanal (22-Zoll) berichtet. Darin wurden kleine X-33-Modelle von etwa 15 Zentimetern Größe unter Bedingungen getestet, die bis zu Mach 20 entsprechen.

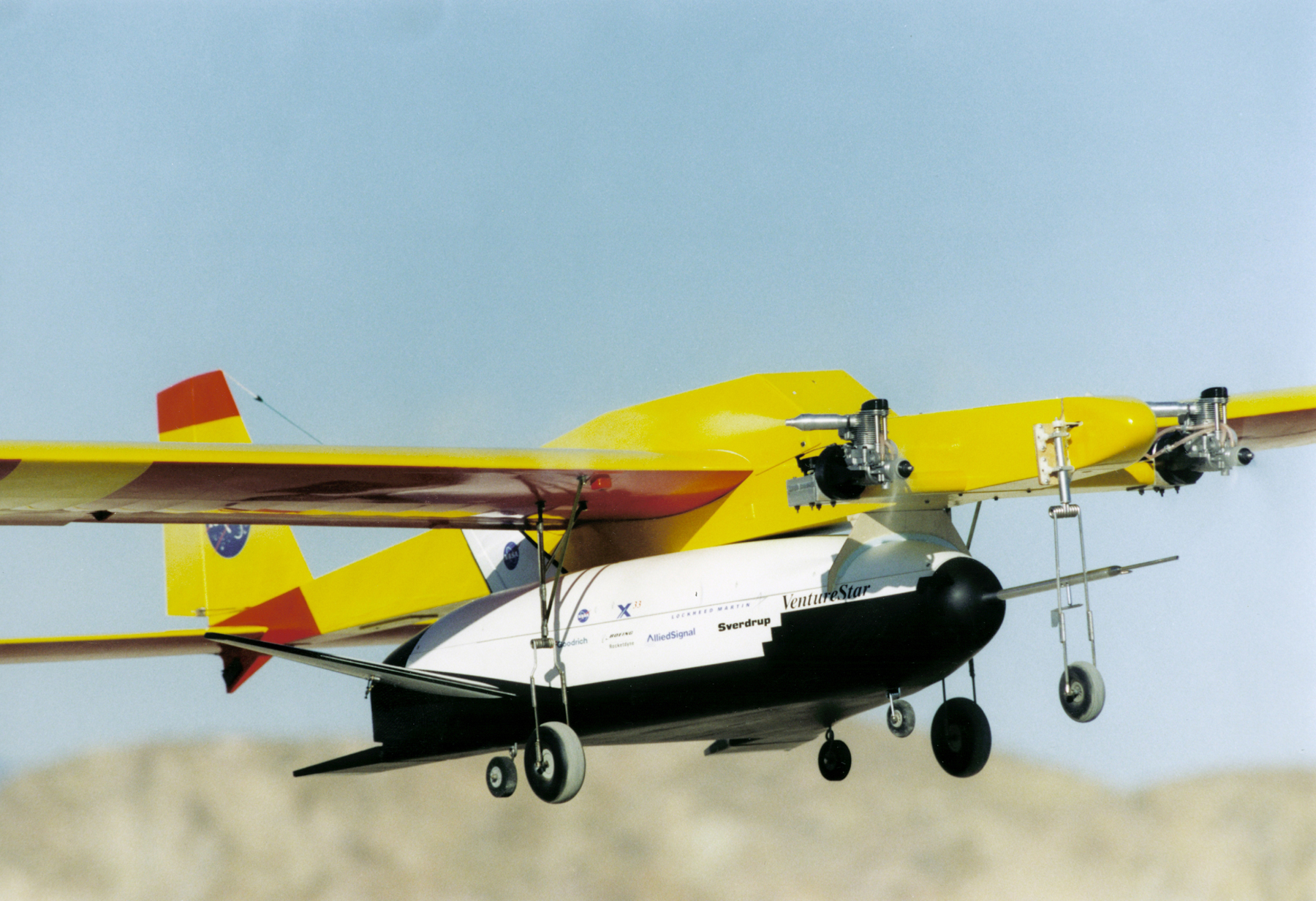
Testflug eines X-33-Modells 1998

1998 wurden Flugversuche mit einem Modell durchgeführt. Als Trägerflugzeug für den Abwurf kam ein ferngesteuertes unbemanntes Flugzeug zum Einsatz
Am 29. September 2000 gab die NASA in einer Pressemitteilung bekannt, dass die X-33 zu 75 % fertiggestellt sei und 90 % aller Teile produziert sind.

### Bau der Starteinrichtungen

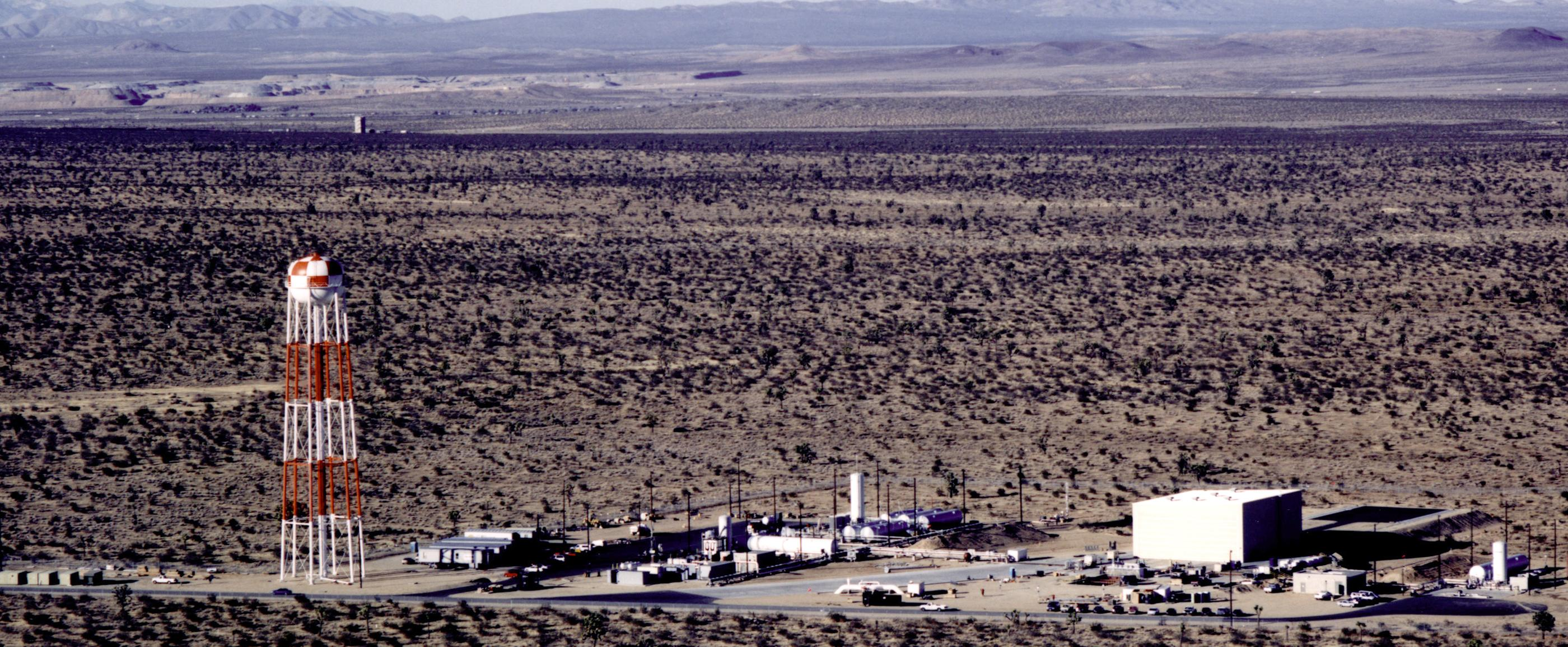
X-33-Startanlage (1998)

Am 14. November 1997 fand die Grundsteinlegung für die Startanlage der X-33 auf der Edwards Air Force Base (Area 1-54) statt. Zu dieser Zeit waren 15 Testflüge ab Juli 1999 geplant. Zu den Startanlagen gehörte u. a. eine Schwenkvorrichtung zum Aufrichten des Fluggeräts, ein zurückfahrbarer Hangar, Tankanlagen und Flammgraben. Der Leitstand sollte in einem bereits bestehenden Raum auf dem Gelände eingerichtet werden. Als Landebahnen wurden das Michael Army Air Field des Dugway Proving Grounds/Utah und die Malmstrom Air Force Base/Montana vorgesehen.

### Programmende
Aufgrund von Problemen bei der Entwicklung und Fertigung wurde das Venture-Star-Programm und damit auch die zu 85 % fertiggestellte X-33 am 1. März 2001 offiziell von der NASA aufgegeben. Ursprünglich sollten die Wasserstofftanks aus Faserverbundwerkstoff bestehen, was jedoch massive Probleme bereitete. Auf den Vorschlag der Ingenieure, die Tanks wie für die Vorgänger und wie für den Sauerstofftank des Venture Stars aus Aluminium zu fertigen, reagierte der damalige NASA-Direktor Ivan Bekey ablehnend mit einer Rede vor den entsprechenden Ausschüssen des Repräsentantenhauses. Er argumentierte, der Hauptzweck des X-33-Programms sei, alle neuen Technologien in ihrem Zusammenspiel an einem Fahrzeug zu testen, weswegen bei der Verwendung von Aluminium die Struktur und ihre Interaktion mit den Tanks sowie ihre Unterstützung für das Hitzeschutzsystem nicht getestet werden könnten. Zu den Verbundwerkstoff-Tanks zurückzukehren hätte jedoch eine komplette Neuentwicklung des Venture Stars gefordert, welche den Kostenplan überstieg, worauf das Projekt schließlich eingestellt wurde. Andererseits lief die Entwicklung des neuartigen Aerospike-Triebwerks weitgehend erfolgreich. Außerdem wurde auf der Edwards Air Force Base eine Startrampe für die X-33 errichtet. Insgesamt wurden bis zur Einstellung des X-33-Programms von der NASA 912 Millionen und von Lockheed Martin 357 Millionen Dollar investiert. Davon floss etwa die Hälfte in die Entwicklung des XRS-2200-Triebwerkes.

## X-33 in der Science-Fiction-Literatur
- In Dan Browns Roman Illuminati wird ein Prototyp einer Boeing X-33 eingesetzt, der eine Geschwindigkeit von Mach 15 erreichen kann und in einer Stunde von Boston nach Genf fliegt.